# Gigantofon
Gigantofon (z gr. gigant + fōnē = ogromny + głos) – rodzaj megafonu szczególnie wielkiej mocy, na ogół liczonej w tysiącach watów. Budowany jako zestaw wielu głośników, często w postaci „ściany” głośników, wykorzystywany m.in. podczas koncertów odbywanych na otwartej przestrzeni (stadiony sportowe itp.)
Gigantofony stosowane bywają także jako narzędzia wojny propagandowej, m.in. w czasie II wojny światowej, jak i podczas zimnej wojny. W szczególności na przykład potężne gigantofony ustawione na brzegu Cieśniny Tajwańskiej skierowane w stronę Chin kontynentalnych były przez wiele dziesięcioleci w II połowie XX wieku wykorzystywane do tych celów, skądinąd jednak z mizernym skutkiem.
Gigantofon (gigantophone) to również nazwa nadana w 1925 roku przez Guglielmo Marconiego opracowanemu przez niego głośnikowi tubowemu.